# Asaba
Asaba is een stad in Nigeria en is de hoofdplaats van de staat Delta.
Asaba telt ongeveer 378.000 inwoners.